# 토머스 미헌 3세
토머스 미헌 3세(Thomas Meehan III, 1921년 7월 8일 ~ 1944년 6월 6일)는 제2차 세계대전에 참전하여 미국 육군 101 공수사단 506 공수 보병 연대 2대대 이지 중대를 지휘한 장교이다. 미헌 3세는 영국에 도착한 후 506 공수 보병 연대의 "B" 중대를 지휘하다가, 허버트 소블 대위가 극심한 가혹행위로 인한 부하들의 하극상으로 지휘능력을 의심받은 탓에 보직해임되어 비전투원들을 위한 낙하산 훈련소를 지휘하기 위해 전출되면서 이지 중대를 맡게 되었다.
1944년 6월 6일, 노르망디 상륙작전 도중 미헌은 C-47 수송기에 탑승 중에 독일군 대공포에 의해 전사하였다. 수송기는 생 메글레제에서 북동쪽으로 2마일 떨어진 부즈빌-오-플랭 근처에 추락하였으며, 탑승한 공수부대원들과 이지 중대의 주요 간부들은 모두 전사하였다.
디-데이에서의 이륙 전, 편지를 써서 C-47 수송기 문 바깥으로 건넸는데, 아내에게 보내는 편지였다:
사랑하는 앤에게:
얼마 지나지 않아 세계 최고의 중대원들과 함께 프랑스를 향해 이륙할 것이라오. 우리는 그 잡놈들을 모조리 지옥으로 보낼 것이오. 이상하게도, 난 전혀 두렵지 않다오. 그러나 나의 심장은 당신을 내 팔로 포옹할 생각으로 들떠 있소. 사랑하오 – 영원히. 톰.
미헌의 유품은 동료 공수부대원들의 그것들과 함께 미주리주 세인트 루이스 남부에 있는 제퍼슨 병영 국립 공원에 안장되었다. 
2000년 6월 6일, 부즈빌-오-플랭 교회에서 미헌을 비롯한 수송기 사상자들을 위한 추모식이 열렸다. 
TV시리즈 밴드 오브 브라더스에서 토머스 미한은 미국 배우 제이슨 오 마라가 연기하였다.

## 같이 보기
- 미국 506 낙하산 보병 연대 E 중대
- 《밴드 오브 브라더스》